# Pauline Ranvier
Pauline Charlotte Maude Ranvier (ur. 14 kwietnia 1994 w Paryżu) – francuska florecistka, srebrna medalistka olimpijska i wielokrotna medalistka mistrzostw świata.
W 2013 roku zdobyła brąz drużynowo na mistrzostwach świata juniorów w Poreču.
Na igrzyskach olimpijskich w Tokio Francuzki w składzie: Ysaora Thibus, Pauline Ranvier, Anita Blaze i Astrid Guyart zajęły drugie miejsce w rywalizacji drużynowej. W zawodach indywidualnych zajęła tam osiemnastą pozycję.
Podczas mistrzostw świata w Moskwie (2015) zdobyła brązowy medal w zawodach drużynowych. Reprezentacja Francji z Ranvier w składzie powtórzyła ten wynik na mistrzostwach świata w Rio de Janeiro (2016), mistrzostwach świata w Wuxi (2018) i mistrzostwach świata w Kairze (2022). Ponadto wywalczyła srebrny medal w rywalizacji indywidualnej na mistrzostwach świata w Budapeszcie (2019), gdzie w finale przegrała z Rosjanką Inną Dierigłazową oraz srebrny drużynowo na mistrzostwach świata w Mediolanie (2023).
Zdobyła również drużynowo: srebro na mistrzostwach Europy w Düsseldorfie w 2019 roku i mistrzostwach Europy w Antalyi w 2022 roku oraz brąz na mistrzostwach Europy w Montreaux w 2015 roku, mistrzostwach Europy w Toruniu w 2016 roku i mistrzostwach Europy w Nowym Sadzie w 2018 roku.
Ponadto zdobyła tez srebro drużynowo na igrzyskach europejskich w Krakowie (2023).